# Pseudodiaptomus cokeri
Pseudodiaptomus cokeri is een eenoogkreeftjessoort uit de familie van de Pseudodiaptomidae. De wetenschappelijke naam van de soort is voor het eerst geldig gepubliceerd in 1965 door González & Bowman.